# The Heike Story
The Heike Story (平家物語, Heike monogatari) est une série d'animation ONA japonaise de onze épisodes adaptée d'une modernisation de Hideo Furukawa du Dit des Heike. La série, produite par Science SARU et réalisée par Naoko Yamada, est diffusée entre le 16 septembre 2021 et le 25 novembre 2021 sur le service de VOD Fuji TV on Demand et sur le site de streaming Funimation.

## Synopsis
L'histoire se déroule pendant la guerre de Genpei (1180-1185), un conflit civil dévastateur qui a divisé le Japon. Elle est racontée du point de vue de Biwa, une jeune fille et ménestrelle itinérante jouant du biwa.
Après la mort de son père aveugle, Biwa rencontre Taira no Shigemori, héritier du puissant clan Taira qui se bat pour sa suprématie dans la guerre. Shigemori possède un pouvoir surnaturel ; avec l'un de ses yeux, il voit les fantômes de ceux qui ont été tués pendant la guerre. Grâce à ce pouvoir, il comprend le rôle de son clan dans l'assassinat du père de Biwa, et lorsque celle-ci raconte une prophétie prédisant la chute du clan Taira, il pense qu'elle dispose du même pouvoir. Shigemori, gentil, pondéré et responsable, invite Biwa à venir vivre avec lui et sa famille sous le prétexte d'une compagne de jeu pour ses enfants, mais il espère que son pouvoir puisse empêcher la chute du clan Taira. Biwa accepte d'être recueillie, mais refuse d'utiliser son pouvoir pour aider le clan responsable de la mort de son père.

## Personnages
Biwa (びわ)
Voix japonaise : Aoi Yūki
La fille d'un Biwa hōshi tué par des agents du clan Taira après qu'il les ait insulté sans le vouloir. Elle s'habille comme un garçon et posède une hétérochromie qui lui permet de voir dans le futur. Son personnage n'apparaît pas dans l'œuvre originale.
Taira no Shigemori (平重盛)
Voix japonaise : Takahiro Sakurai
Fils aîné de Kiyomori, le chef du clan Taira, il est, contrairement à son père, pondéré et responsable. Il a quatre enfants : Koremori, Sukemori, Kiyotsune et Arimori. Il a des yeux de couleurs différentes et peut voir les esprits des morts, mais il est surnommé le Seigneur des lanternes car il veille à ce que sa maison soit bien éclairée la nuit.
Taira no Tokuko (平徳子)
Voix japonaise : Saori Hayami
Demi-sœur de Shigemori qui se lie d'amitié avec Biwa. Elle est fiancée à Norihito, fils de l'empereur. Sa sœur cadette Moriko est mariée à l'âge de neuf ans au seigneur Fujiwara no Motazane (le frère aîné du seigneur Motofusa). Lorsqu'il meurt deux ans plus tard, Moriko hérite de ses terres, ce qui provoque la colère de Motofusa.
Taira no Kiyomori (平清盛)
Voix japonaise : Tesshō Genda
Le chef du clan Taira. Il est devenu moine mais exerce toujours le pouvoir, et sa nature mercurienne cause des problèmes au clan et à son fils aîné et héritier, Shigemori. Ses autres enfants sont Munemori, Tomomori, Tokuko et Shigehira.
Taira no Tokiko (平時子)
Femme de Kiyomori.
Taira no Koremori (平維盛)
Voix japonaise : Miyu Irino
Fils aîné de Shigemori.
Taira no Munemori (平宗盛)
Voix japonaise : Nobuyuki Hiyama
Demi-frère de Shigemori.
Empereur Go-Shirakawa (後白河法皇)
Voix japonaise : Shigeru Chiba
70e empereur du japon. Il a un fils, Norihito.
Empereur Takakura (高倉天皇)
Voix japonaise : Koutaro Nishiyama (en)
80e empereur du Japon. Fils de Go-Shirakawa dont le nom personnel est Norihito et qui épouse Tokuko.
Taira no Shigeko (平滋子)
Voix japonaise : Māya Sakamoto
Mère de Norihito.

## Production
La série est réalisée par Naoko Yamada et scénarisée pour la télévision par Reiko Yoshida avec une musique de Kensuke Ushio (en). Le trio a précédemment collaboré sur Silent Voice (2016) et Liz et l'Oiseau bleu (2018) pour Kyoto Animation, tandis que Yoshida et Ushio avaient travaillé pour le studio de production, Science SARU. La série est basée sur la traduction moderne d'Hideo Furukawa de l'œuvre Heike monogatari.
Le générique d'ouverture, Hikaru Toki (), est interprété par Ani de Scha Dara Parr (en) et le générique de fin, unified perspective, est interprété par Agraph.
Les onze épisodes de la série sont diffusés entre le 16 septembre 2021 et le 25 novembre 2021 sur le service de VOD Fuji TV on Demand et sur le site de streaming Funimation. La série est également diffusée à la télévision japonaise, sur la case horaire +Ultra (en) de Fuji TV +Ultra entre le 13 janvier 2022 et le 17 mars 2022,,.
La série est licenciée à l'international par Crunchyroll et en Asie du Sud-Est par Bilibili.

## Liste des épisodes
| No | Titre en français            | Titre original                                              | Date de 1re diffusion |
| -- | ---------------------------- | ----------------------------------------------------------- | --------------------- |
| 1  | Pas de traduction officielle | 平家にあらざれば人にあらず Heike ni Arazareba Hito ni Arazu | 16 septembre 2021     |
| 2  | Pas de traduction officielle | 娑婆の栄華は夢のゆめ Shaba no Eiga wa Yume no Yume          | 23 septembre 2021     |
| 3  | Pas de traduction officielle | 鹿ケ谷の陰謀 Shishigatani no Inbō                           | 30 septembre 2021     |
| 4  | Pas de traduction officielle | 無文の沙汰 Mumon no Sata                                    | 7 octobre 2021        |
| 5  | Pas de traduction officielle | 橋合戦 Hashi Kassen                                         | 14 octobre 2021       |
| 6  | Pas de traduction officielle | 都遷り Miyako Utsuri                                        | 21 octobre 2021       |
| 7  | Pas de traduction officielle | 清盛、死す Kiyomori, Shisu                                  | 28 octobre 2021       |
| 8  | Pas de traduction officielle | 都落ち Miyako Ochi                                          | 4 novembre 2021       |
| 9  | Pas de traduction officielle | 平家流る Heike Nagaruru                                     | 11 novembre 2021      |
| 10 | Pas de traduction officielle | 壇ノ浦 Dan-no-ura                                           | 18 novembre 2021      |
| 11 | Pas de traduction officielle | 諸行無常 Shogyō Mujō                                        | 25 novembre 2021      |

## Événements
Une exposition spéciale se concentrant sur l'histoire de la guerre de Genpei et la production de la série se tient en collaboration avec le Okada Museum of Art (en) entre le 2 janvier 2022 et le 24 février 2022.

## Accueil
The Heike Story est nommée comme l'une des meilleures séries de 2021 par Anime News Network,, Paste Magazine, Comic Book Resources SlashFilm, l'équipe éditoriale de Crunchyroll et Polygon. Le créateur de jeux vidéos Hideo Kojima loue la série, accordant une attention particulière à son utilisation du travail de caméra et du cadrage.